# Endomucine
L’endomucine (EMCN) est une glycoprotéine de la famille des sialomucines. Elle est notamment sécrétée par les cellules endothéliales des veinules à endothélium épais (HEV).
Elle interfère avec l'assemblage des complexes d'adhésion focale et inhibe l'interaction entre les cellules et la matrice extracellulaire,.
Dans l'espèce humaine, elle est codée par le gène EMCN sur le chromosome 4. Le facteur de transcription GATA2 module l'expression de l'endomucine.